# Последний побег (фильм, 1980)
«Последний побег» — советский художественный фильм, поставленный на Киностудии «Ленфильм» в 1980 году режиссёром Леонидом Менакером.
Премьера фильма состоялась июле 1981 года.

## Сюжет
Герой фильма Алексей Иванович Кустов — бывший солдат, ветеран войны. Сейчас он работает музыкальным воспитателем в спецшколе-интернате для трудных подростков. У 14-летнего Виктора Чернова, его любимого ученика, закончился срок пребывания в школе, но он напрасно ждал мать — она за ним не приехала (как потом оказалось, встречала возвращавшегося из плавания своего нового мужа).
Кустов любил Витьку, считал его великолепным трубачом и гордостью школьного оркестра. Он посочувствовал горю мальчишки и вызвался сам отвезти его домой, в областной центр, но администрация школы не позволила: «Ничего, два года терпел, несколько дней подождет». Кустов, чтобы хоть как-то утешить мальчика, получил на Виктора увольнительную и забрал его к себе домой — до вечерней поверки.
Кустов не собирался нарушать срока, указанного в увольнительной, но сложилось так, что во время прогулки кто-то не так на них глянул, кто-то по́ходя посмеялся над Витькой, а жена Алексея Ивановича, равнодушная к Витькиной истории, принялась пилить мужа, — и воспитатель, плюнув на всё и на запрет начальства, повёз мальчишку к матери. Но когда Витя увидел дома у матери веселящуюся компанию, его обида взяла верх, он сбежал от Кустова.
Старик отправляется на поиски мальчика, потрясенного предательством матери и потерявшего веру в людей. Алексей Иванович, простодушный, сердечный и по-житейски мудрый человек, не щадя себя, борется за спасение Виктора, его веры в людей. Он ищет мальчишку по всему городу, находит его отца, оставившего семью много лет назад, и пытается организовать их встречу. Вот только…

## В ролях
- Михаил Ульянов — Алексей Иванович Кустов
- Алексей Серебряков — Виктор Чернов
- Ирина Купченко — Зина, мать Виктора
- Леонид Дьячков — Николай, отец Виктора
- Валерий Гатаев — Александр, отчим Виктора
- Евгения Ханаева — Евгения Матвеевна, бабушка Вити
- Виктор Павлов — Евгений Ветров, зять Кустова
- Елена Аржаник — Соня, внучка Кустова
- Наталья Назарова — Наталья Ивановна Вдовина, мать Эдика
- Валентина Владимирова — Антонина, буфетчица
- Татьяна Говорова — Кутепова, мать Саши
- Раиса Демент — цыганка, мать Миши
- Владимир Заманский — Виктор Сергеевич Горбатов, сотрудник спецшколы (роль озвучил — Александр Демьяненко)
- Василий Корзун — Сергей, брат Кустова
- Сергей Кошонин — жених Сони
- Людмила Крячун — член комиссии
- Тамара Логинова — Клавдия Кустова
- Нина Мамаева — Галина Ивановна
- Любовь Соколова — Мария Петровна, жена Кустова
- Юрий Саранцев — Александр Дорофеевич, директор спецшколы
- Мария Скворцова — свекровь Зины
- Галина Чигинская — младший лейтенант, член комиссии
- Вадим Яковлев — штурман, гость Александра
- Виктор Бычков — призывник (нет в титрах)

## Съёмочная группа
- Сценарист — Александр Галин
- Режиссёр — Леонид Менакер
- Главный оператор — Владимир Ковзель
- Главный художник — Юрий Пугач
- Композитор — Яков Вайсбурд
- Директор картины — Владимир Беленький

## Критика
…Алексей Иванович, воспитатель, нарушивший устав спецшколы, слово «принцип» применительно к своим действиям вряд ли стал бы употреблять. Просто он делал то, что подсказывало ему сердце. Припадающий на ногу — инвалид войны!— и все же всегда спешащий, азартно сверкающий глазами, рубящий воздух энергичным жестом, часто суетливый, поминутно сыплющий какими-то лишними, словно бы не к делу, словечками, легко впутывающийся в ссоры, временами несносный, он стремительно вторгается в острые ситуации или, скорее, создает их сам. Ради кого он хлопочет, из-за чего нарывается на неприятности? Да все из-за того же Витьки, продолжая безостановочно свою педагогику: не порть уха дурной музыкой, не перенимай грубости, не привыкай к пошлости. Впрочем, из-за одного ли Витьки? Витьку он взял под расписку, но ответственность за него понимает много шире, чем необходимость доставить парня по назначению в целости и сохранности. Других «расписок» он никому ни в чём не давал, однако неизменно поступает как человек, чувствующий себя в ответе за все и за всех.— «Советский экран» № 17, 1981 год

## Премии
- Призы ЦК ВЛКСМ и ЦК ЛКСМ Литвы на XIV Всесоюзном кинофестивале (1981, Вильнюс)
- Премия им. Ф. Дзержинского сценаристу Александру Галину, режиссёру Леониду Менакеру, актёру Михаилу Ульянову (1981)

## Съёмки
- Фильм снимался в городах Симферополе и Сланцы Ленинградской области[2].
- Фильм был снят на основе реальных событий жизни Алексея Кустова, руководителя духового оркестра сланцевской спецшколы[2]. Во время съёмок картины исполнитель главной роли Михаил Ульянов лично общался с Кустовым[2]. Реальный Кустов скончался через несколько лет после выхода фильма[2].
- В эпизоде снималась группа «Локомобиль» из клуба «Шахтер» города Сланцы (по фильму Ульянов назвал их «электросварщиками»).[источник не указан 3648 дней]